# ハンバー偵察車
ハンバー偵察車 (Humber Scout Car) は、第二次世界大戦中に用いられたイギリスの軽偵察車（装輪装甲車）である。

## 経歴

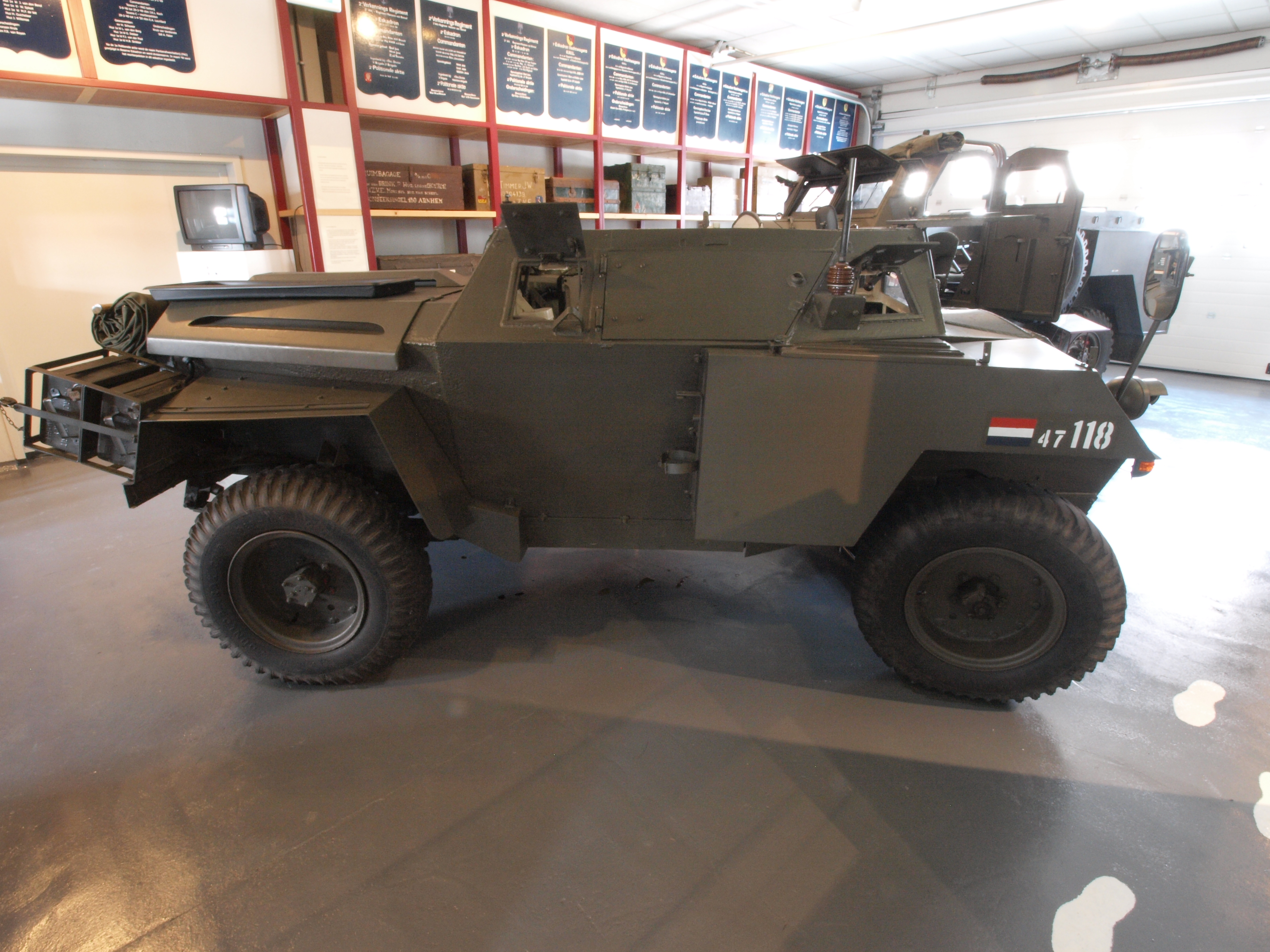
ハンバーMKI偵察車の側面

第二次世界大戦が勃発し、イギリス陸軍はすでに優れたダイムラー偵察車を保有していたとはいえ、偵察車の需要はダイムラー社だけで満たすことができず、他の会社が同様の車輛の生産を要求された。 それらの会社の一つがルーツ・グループであり、それは1942年に、ダイムラー偵察車のレイアウトと同様にして生産された。
重量軽減という契約のため、ダイムラー偵察車はオープントップであったが、ハンバー偵察車は床が非装甲とされた。
この車輛は乗員2名によって運用され、応急の座席が第三の乗員のために設けられていた。また、No.19無線装備が搭載された。兵装は100発入りのドラム弾倉つきのブレン軽機関銃1挺から構成された。必要に応じて第二のブレン軽機関銃が追加された。これは天井に据えられ、または車輛内部から、自転車のハンドルに似た装置で操作できた。これは、ブレーキレバーに似たものでブレン軽機関銃の引き金を操作できた。
1945年まで車輛の生産は継続された。少なくとも4,298輌が発注され、4,102輌が部隊配備された。うち1,698輌がマーク1だった。それらはイギリス陸軍の装甲部隊（例えば、イギリス第11装甲師団と防衛装甲師団）で偵察と連絡に用いられた。部隊では通常、ハンバー偵察車はダイムラー偵察車よりやや性能が低いが、信頼性が高いと考えられた。少数の車輛はポーランド第II軍団とスロバキア第一装甲旅団に譲渡された。
戦後、ハンバー偵察車はヨーロッパのいくつかの陸軍で使われた。またベルギー警察は1958年まで本車を使い続けた。

## 使用国
- ベルギー
- カナダ
- チェコスロバキア
- デンマーク
- フランス
- イスラエル
- イタリア
- オランダ
- ノルウェー
- アメリカ合衆国

## 派生型
マークI
マークII
改良型トランスミッションを搭載。